# Lajše (Gorenja vas – Poljane, Slovenija)
Lajše je naselje u slovenskoj Općini Gorenjoj vasi - Poljane. Lajše se nalazi u pokrajini Gorenjskoj i statističkoj regiji Gorenjskoj. 

## Stanovništvo
Prema popisu stanovništva iz 2002. godine naselje je imalo 13 stanovnika.